# Доктор сільськогосподарських наук
Доктор сільськогосподарських наук — вищий науковий ступінь у галузі сільськогосподарських наук. В Україні існує два наукових ступені: «доктор наук» та «кандидат наук». Доктор наук — вищий науковий ступінь, присуджується на підставі захисту докторської дисертації, яка являє собою сукупність результатів, що розв'язують важливу наукову або науково-прикладну проблему. Захист дисертації відбувається на відкритому засіданні спеціалізованої вченої ради, що складається з докторів наук, яким Міністерством освіти і науки України надано право розглядати дисертації з певної спеціальності.

## Порядок присудження наукового ступеня
Порядок присудження наукового ступеня «доктор наук» визначено Постановою Кабінету Міністрів України.
Науковий ступінь доктора наук присуджується спеціалізованою вченою радою на підставі прилюдного захисту дисертації особою, яка має науковий ступінь кандидата наук, і затверджується Міністерством освіти і науки України з урахуванням висновку відповідної експертної ради.
Докторський ступінь є достатнім, щоб у вищих навчальних закладах посісти місце професора. Докторський ступінь країн СНД і більшості країн Заходу кардинально відрізняється. Ступінь Ph.D. (доктор філософії) приблизно еквівалентний ступеню кандидата наук.

## Спеціальності, за якими присуджується науковий ступінь «Доктор сільськогосподарських наук»
У галузі «Сільськогосподарські науки» науковий ступінь кандидата сільськогосподарських наук присуджується за спеціальностями:
- 06.01.01 — загальне землеробство;
- 06.01.02 — сільськогосподарські меліорації;
- 06.01.03 — агроґрунтознавство і агрофізика;
- 06.01.04 — агрохімія;
- 06.01.05 — селекція і насінництво;
- 06.01.06 — овочівництво;
- 06.01.07 — плодівництво;
- 06.01.08 — виноградарство;
- 06.01.09 — рослинництво;
- 06.01.10 — субтропічні культури;
- 06.01.11 — фітопатологія;
- 06.01.12 — кормовиробництво і луківництво;
- 06.01.13 — гербологія;
- 06.01.15 — первинна обробка продуктів рослинництва;
- 06.02.01 — розведення та селекція тварин;
- 06.02.02 — годівля тварин і технологія кормів;
- 06.02.03 — рибництво;
- 06.02.04 — технологія виробництва продуктів тваринництва;
- 06.03.01 — лісові культури та фіто меліорація;
- 06.03.02 — лісовпорядкування і лісова таксація;
- 06.03.03 — лісознавство і лісівництво.

У галузі «Біологічні науки» науковий ступінь кандидата сільськогосподарських наук присуджується за спеціальностями:
- 03.00.04 — біохімія;
- 03.00.07 — мікробіологія;
- 03.00.12 — фізіологія рослин;
- 03.00.13 — фізіологія людини і тварин;
- 03.00.15 — генетика;
- 03.00.16 — екологія;
- 03.00.20 — біотехнологія.

У галузі «Ветеринарні науки» науковий ступінь кандидата сільськогосподарських наук присуджується за спеціальностями:
- 16.00.06 — гігієна тварин та ветеринарна санітарія;
- 16.00.10 — ентомологія.